# 福井県幼稚園一覧
福井県幼稚園一覧（ふくいけんようちえんいちらん）は、福井県の幼稚園の一覧。

## 国立幼稚園
- 福井大学教育学部附属幼稚園

## 公立幼稚園

### 福井市
- 福井市立大安寺幼稚園
- 福井市立麻生津幼稚園
- 福井市立岡保幼稚園
- 福井市立東藤島幼稚園
- 福井市立殿下幼稚園
- 福井市立鶉幼稚園
- 福井市立鶉幼稚園東部分園
- 福井市立本郷幼稚園
- 福井市立棗幼稚園
- 福井市立鷹巣幼稚園
- 福井市立長橋幼稚園
- 福井市立酒生幼稚園
- 福井市立一乗幼稚園
- 福井市立文殊幼稚園
- 福井市立上文殊幼稚園
- 福井市立六条幼稚園
- 福井市立東郷幼稚園
- 福井市立下宇坂幼稚園
- 福井市立羽生幼稚園
- 福井市立美山啓明幼稚園
- 福井市立清水南幼稚園

### 吉田郡
- 永平寺町立松岡幼稚園
- 永平寺町立吉野幼稚園

### あわら市
- あわら市立金津幼稚園
- あわら市立細呂木幼稚園
- あわら市立伊井幼稚園
- あわら市立吉崎幼稚園
- あわら市立金津東幼稚園

### 坂井市
- 坂井市立三国南幼稚園
- 坂井市立三国北幼稚園
- 坂井市立雄島幼稚園
- 坂井市立加戸幼稚園
- 坂井市立三国西幼稚園
- 坂井市立平章幼保園
- 坂井市立竹田幼保園
- 坂井市立長畝幼保園
- 坂井市立高椋幼保園
- 坂井市立鳴鹿幼保園
- 坂井市立磯部東幼保園
- 坂井市立磯部西幼保園
- 坂井市立安田幼保園
- 坂井市立今福幼保園
- 坂井市立霞幼保園
- 坂井市立八ヶ幼保園
- 坂井市立春江幼稚園
- 坂井市立春江西幼稚園
- 坂井市立大石幼稚園
- 坂井市立木部幼稚園
- 坂井市立大関幼稚園
- 坂井市立東十郷幼稚園
- 坂井市立兵庫幼稚園

### 勝山市
- 勝山市立勝山中部幼稚園
- 勝山市立成器南幼稚園

### 大野市
- 大野市立小山幼稚園
- 大野市立乾側幼稚園
- 大野市立阪谷幼稚園
- 大野市立富田幼稚園
- 大野市立上庄幼稚園

### 小浜市
- 小浜市立小浜幼稚園

### 大飯郡
- おおい町立大飯幼稚園

### 鯖江市
- 鯖江市立鯖江幼稚園
- 鯖江市立進徳幼稚園
- 鯖江市立鯖江東幼稚園
- 鯖江市立神明幼稚園
- 鯖江市立片上幼稚園
- 鯖江市立豊幼稚園
- 鯖江市立北中山幼稚園

### 越前市
- 越前市立武生東幼稚園
- 越前市立武生西幼稚園
- 越前市立武生南幼稚園
- 越前市立吉野幼稚園
- 越前市立大虫幼稚園
- 越前市立国高幼稚園
- 越前市立坂口幼稚園
- 越前市立王子保幼稚園
- 越前市立北日野幼稚園
- 越前市立味真野幼稚園
- 越前市立白山幼稚園
- 越前市立南中山幼稚園
- 越前市立花筐幼稚園
- 越前市立服間幼稚園
- 越前市立岡本幼稚園

### 南条郡
- 南越前町立南条幼稚園
- 南越前町立今庄幼稚園

### 敦賀市
- 敦賀市立敦賀北幼稚園
- 敦賀市立松陵幼稚園

### 今立郡
- 池田町立池田幼稚園

## 私立幼稚園

### 福井市
- 暁幼稚園
- 栄冠幼稚園
- 尾上幼稚園
- 小鳩幼稚園
- 聖徳幼稚園
- 城之橋幼稚園
- 昭和幼稚園
- 仁愛女子短期大学附属幼稚園
- 聖三一幼稚園
- つぼみ幼稚園
- 常葉幼稚園
- 新田塚幼稚園
- 梅圃幼稚園
- 花園幼稚園
- 光の子幼稚園
- 福井エンゼル幼稚園
- 福井佼成幼稚園
- 藤島幼稚園
- 報徳幼稚園
- みどり幼稚園

### 坂井市
- 緑幼稚園

### 大野市
- 旭幼稚園
- 大野幼稚園

### 小浜市
- 聖ルカ幼稚園

### 越前市
- 丈生幼稚園
- 丈生神山幼稚園
- ひかり幼稚園
- 恩恵幼稚園

### 敦賀市
- 早翠幼稚園
- 第二早翠幼稚園
- 敦賀教会幼稚園